# 古木流泉
《古木流泉》為南宋畫家馬和之（活動於12世紀）所繪，為其少數傳世且學界普遍認可的真跡之一。本幅作品描繪《詩經》中〈沔水〉篇所述景象，畫中描繪飛隼盤旋、古木臨溪、湍急溪流等意境，構圖清曠，風格獨具。此畫現藏於國立故宮博物院，為《歷朝名繪》冊第五開作品，屬國寶級藏品。

## 作者簡介
馬和之，南宋浙江錢塘人，活躍於宋高宗、宋孝宗年間，擅長山水、人物與佛像繪畫。其筆法飄逸，線條有力，風格自成一家。畫論中記載其筆法脫胎於吳道子之「蓴菜描」，發展為其獨特的「馬蝗描」，筆觸短促起伏、提按分明，線條粗細與墨色濃淡皆富變化，尤擅表現古木生命力。

## 畫作內容
《古木流泉》描繪《詩經》〈沔水〉：「沔彼流水，朝宗于海。鴥彼飛隼，載飛載止。」畫面左側臨水古木盤根錯節，一隼栖於枯枝，一隼展翅盤旋於空，旁有湍急溪流貫穿其間，整體景致簡潔而富詩意。
畫中以「馬蝗描」技法描繪古木與飛隼，筆墨靈動。畫面起、收筆清晰，中段線條圓厚流暢，體現「行筆飄逸」的特質。作品雖無圖文並呈的詩畫結構，但其主題與傳世《詩經》圖風格一致，具重要文獻價值。

## 文化與詩意內涵
《古木流泉》與馬和之另一件《清泉鶴鳴》（對應《詩經》〈鶴鳴〉）同為表現詩中意象的繪畫。〈沔水〉一詩寓意為勸誡君主應重視諸侯之舉，飛隼象徵權勢與警醒；〈鶴鳴〉則借鶴與魚比喻賢士，意在鼓勵君主訪賢任能。馬和之選擇此類詩畫題材，展現其文人畫家的精神追求與寓意表達。

## 畫風與藝術地位
本圖筆墨節奏鮮明，墨色濃淡交錯、筆觸彈性極強，是馬和之「筆墨審美」的典範之作。其將線條從造型工具升華為審美表現，形成形神兼備的繪畫風格，對南宋詩意繪畫發展有深遠影響。

## 風格鑑別與研究價值
畫幅雖無署名與籤題，但根據畫風、題材、筆法等多項因素，經學界比對傳世《詩經》圖作品，確認此為馬和之風格之正宗作品。對研究《詩經》圖的繪製形式、主題詮釋與文圖關係，具啟發性意義。